# Чиркова, Ирина Александровна
Ирина Александровна Чиркова (род. 6 марта 1982, Сосновка, Архангельская область) — российский журналист и политик, депутат Государственной Думы VI созыва, заместитель председателя Комитета по природным ресурсам, природопользованию и экологии, член комитета ГД по вопросам семьи, женщин и детей (2011—2016 гг.). Депутат Архангельского областного Собрания депутатов VII созыва (2018—2020), депутат Государственной Думы VII созыва (2020—2021). Заместитель главы города Архангельск по социальным вопросам (2022).

## Биография

### Ранние годы и образование
Родилась 6 марта 1982 посёлке Сосновка Пинежского района Архангельской области. С 1984 года семья жила в Архангельске. Отец работал на рыбокомбинате, мать — учителем алгебры и геометрии.
Окончила среднюю школу № 35 Архангельска с серебряной медалью.
В 2004 году окончила Поморский государственный университет им. М. В. Ломоносова в Архангельске с красным дипломом по специальности «журналистика». Позднее, уже в 2013 году окончила созданный партией ЛДПР «Институт мировых цивилизаций» по специальности «юриспруденция».

### Работа в журналистике
В 2000—2006 годах работала корреспондентом, выпускающим редактором на областном телевидении и печатных изданий Архангельской области. Ещё в студенческие годы проходила практику в газете «Холмогорская жизнь», работала в газете «Правда Севера», на ВГТРК «Поморье», публиковала свои материалы в газете «Московский комсомолец».
2006—2011 годах создала и возглавила ООО «Поморская издательская компания». Также в 2007—2009 годы была помощником заместителя председателя Архангельского городского совета депутатов.

### Политическая деятельность в составе ЛДПР
В 2009 году Ирина Чиркова вступила в партию ЛДПР. 1 марта 2009 года избрана по списку партии депутатом Архангельского областного собрания депутатов V созыва (на выборах возглавляла территориальную группу № 5). Была заместителем председателя комитета по природопользованию и экологии, заместитель руководителя фракции ЛДПР. Осуществляла депутатские полномочия без отрыва от основной деятельности. Во время работы в областном Собрании являлась членом Координационного совета женщин-депутатов при Комитете по молодежи Государственной думы РФ.
4 декабря 2011 года на выборах в Государственную думу VI созыва была избрана в составе списка ЛДПР от Архангельской области и Ненецкого автономного округа (баллотировалась под первым номером региональной группы № 34). Работала в Комитете Госдумы по вопросам семьи, женщин и детей. Была членом постоянной рабочей группы при комитете по защите права ребёнка на жизнь. Входила во фракцию ЛДПР.

#### Исключение из ЛДПР
В марте 2016 года первый замглавы фракции ЛДПР в Госдуме Алексей Диденко рассказал, что у Чирковой худшая статистика посещений заседаний среди всех депутатов от ЛДПР, и всего она пропустила с начала с 2011 года более 300 заседаний. По данным однопартийца Ярослава Нилова, Чиркова не посещала заседания фракции с сентября 2013 года.
10 апреля 2016 года Ирина Чиркова подала заявку на участие в праймериз «Единой России». Она заявляла, что не считает себя состоящей в ЛДПР с апреля 2014 года, а также указывала, что с 2015 года является членом Общероссийского народного фронта, связанного с «Единой Россией». Однако оргкомитет регионального отделения «Единой России» отказал Чирковой в допуске на праймериз, обосновав решение тем, что «она представляет интересы другой партии».
13 апреля высший совет ЛДПР исключил Ирину Чиркову из партии с формулировкой «за совершение действий, порочащих репутацию члена ЛДПР и наносящих моральный ущерб партии». Вместе с ней также были исключены депутаты Госдумы Дмитрий Носов и Роман Худяков. По сообщению ЛДПР, «последней каплей стала попытка всех троих перебежать в „партию власти“, пойдя от неё на праймериз». Дополнительно Чиркову обвинили в хищении партийных средств. Она же, комментируя конфликт с членами ЛДПР, утверждала, что пострадала из-за своей «непокорности» и обвинила руководство ЛДПР в давлении, «антиженской политике», «захвате информационного пространства» и «банальной мести». Доработала свой срок в Думе, так как недобровольно вышла из состава фракции.
В мае 2016 года президент РФ Владимир Путин подписал закон, проект которого изначально предложили представители «Справедливой России», о возможности досрочно прекращать полномочия депутатов Госдумы, если они не соответствующим образом исполняют возложенные на них обязанности. Сама Чиркова на тот момент продолжала состоять во фракции ЛДПР, поскольку по правилам депутат Госдумы внефракционным быть не может, иначе теряет мандат. 20 июня фракция ЛДПР исключила Чиркову, а также Дмитрия Носова и Романа Худякова из состава фракции, но так как это произошло недобровольно, все трое депутатов смогли доработать свой срок в Думе VI созыва. Запускать процедуру принудительного лишения мандата партия не стала, так как срок VI созыва Думы подходил к концу. Тогда Ярослав Нилов отмечал: «В любом случае, как бы ни закончилась эта история, хочу сказать, что Чиркова для нашей партии — позор».

### Политическая деятельность в составе «Справедливой России»
В конце июня 2016 года в Москве прошёл VIII съезд партии «Справедливая Россия». Его делегаты приняли предвыборную программу партии и определись с выдвиженцами в Государственную думу РФ VII созыва, включив в него Чиркову. Это решение не устроило депутатов-справороссов в законодательном собрании Архангельской области: они направили письмо в адрес лидера партии Сергея Миронова, выразив «озабоченность по поводу результатов выборов», которые может получить «Справедливая Россия» в Архангельской области, выдвинув бывшего члена ЛДПР. В партсписке Архангельская область была представлена территориальной группе № 8 совместно с Республикой Коми, Ямало-Ненецким автономным округом и Ненецким автономным округом. В региональном списке Чиркова была второй. Кроме того, она выдвигалась по Котласскому одномандатному округу (№ 73). На выборах, прошедших 18 сентября 2016, Ирина Чиркова не прошла ни по территориальному списку (прошёл лишь один кандидат — Ольга Епифанова), ни по одномандатному — уступила депутату облсобрания и кандидату от «Единой России» Андрею Палкину (22,84 % против 43,25 %).
В 2016—2018 годах помощник вице-спикера Государственной думы РФ Ольги Епифановой по работе в Архангельской области.
В единый день голосования 9 сентября 2018 года была избрана депутатом Архангельской гордумы 27-го созыва от «Справедливой России»: проиграла по одномандатному округу № 7 (второе место, 25,24 %), но прошла как второй номер общей части партийного списка (после Ольги Епифановой). Однако от мандата отказалась, так как в тот же день была избрана в областное собрание депутатов VI созыва по одномандатному избирательному округу № 3 (3918 голосов, 36,35 %). Баллотировалась также в составе списка кандидатов от партии (под вторым номером общей части списка). В облсобрании была руководителем фракции «Справедливая Россия». Депутатские полномочия исполняла на профессиональной постоянной основе, сложила досрочно в связи с переходом в Госдуму РФ.
13 июня 2020 года региональное отделение партии «Справедливая Россия» в Архангельской области выдвинуло кандидатом в губернаторы Архангельской области депутата Архоблсобрания и руководителя своей фракции Ирину Чиркову. На выборах, прошедших в единый день голосования 13 сентября, Чиркова заняла второе место (51046 голосов, 16,91 %), значительно уступив врио губернатора Александру Цыбульскому (69,65 %).
24 сентября 2020 года депутат Госдумы от Архангельской области Ольга Епифанова стала сенатором от Республики Коми. Указ о назначении в Совет Федерации подписал глава республики Владимир Уйба. 14 октября вакантное место в Госдуме по решению ЦИК было передано Ирине Чирковой как второй в федеральном списке «Справедливой России» на выборах 2016 года. 21 октября Чиркова была зарегистрирована депутатом Государственной думы VII созыва, с 27 октября — приступила к исполнению полномочий. В Думе является членом комитета по транспорту и строительству.
На Выборах в Государственную думу (2021) заняла второе место по одномандатному избирательному округу 73, получив 19,42 % голосов, уступив депутату от Единой России Елене Вторыгиной.

## Законодательная деятельность
Коллега по Государственной Думы VI созыва и однопартиец по ЛДПР Ярослав Нилов отмечал, что за пять лет у Ирины Чирковой было всего лишь несколько выступлений на сессиях, а законодательная работа свелась к соавторству нескольких законопроектов, подготовленных коллегами по Думе.
Чиркова выступала за запрет или сильное ограничение суррогатного материнства, оставляя желающим завести детей только усыновление. Одновременно она голосовала за принятие закона Димы Яковлева, так называемого «закона подлецов», ограничивающего возможность иностранцев принять в семью российского ребёнка,
В 2015 году Ирина Чиркова предлагала отказаться от нормы, которая регламентировала, что для «медицинского освидетельствования несовершеннолетнего в целях установления состояния наркотического либо иного токсического опьянения» требуется согласие одного из родителей или законного представителя, и просто информировать родителей постфактум. Инициатива получила отрицательные отзывы Уполномоченного по правам ребёнка Павла Астахова, Минздрава и даже МВД.
Одна из немногих инициатив Чирковой как депутата от ЛДПР — предложение 2016 года ввести возрастной ценз для депутатов ГД. Её инициатива предусматривала запрет на избрание в Думу граждан, достигших на день выборов 70-летнего возраста. В частности, это бы не позволило участвовать в выборах в Государственную думу VII созыва лидеру ЛДПР Владимиру Жириновскому.
Кроме того, Ирина Чиркова оставила голос «за» под рядом резонансных законов: закона о чёрных списках, закона о запрете пропаганды гомосексуализма, закона об «иностранных агентах»; против законопроекта о введении в Уголовный кодекс Российской Федерации «дадинской» статьи 212.1. Также она была единственным депутатом из «Справедливой России», кто в марте 2021 года проголосовал «за» принятие Закона о просветительской деятельности, негативно оцениваемого научным сообществом.

## Интересные факты
Местные СМИ указывают на тесные отношения между Ириной Чирковой и предпринимателем Олегом Черненко, который привёл её в политику и бизнес По информации Федерального агентства новостей Чиркова и Черненко имеют общего сына и дом в Доминиканской республике.
В 2020 году по жалобе Ирины Чирковой в прокуратуру, суд указал, что председатель городской думы Архангельска Валентина Сырова получила в 2008 году высшее образование с нарушением, окончив Поморский государственный университет по сокращённой программе, признав выданный университетом диплом незаконным. Ранее, в 2018 году Олег Черненко баллотировался в председатели городской думы, проиграв действующему председателю Валентине Сыровой.

## Доходы и собственность
В декларациях о доходах Ирина Чиркова заявляла, что заработала в 2019 году 1,92 млн рублей, в 2020 — 2,56 млн рублей. Также в её собственности квартира площадью 93,10 м², в собственности одного из несовершеннолетних детей половина доли в квартире 46,2 м².

## Награды
- Заслуженный эколог Российской Федерации.
- Благодарность Правительства Российской Федерации (31 марта 2010 года) — за активное участие в освещении деятельности Председателя Правительства Российской Федерации[49].